# عبدالحکیم حقانی
عبدالحکیم حقانی، عبدالحکیم اسحاقزی یا عبدالحکیم شرعی،عالم اسلامی و نویسنده افغان است که از سال ۲۰۲۱، به عنوان قاضی ارشد افغانستان و وزیر عدلیه و همچنین به عنوان رئیس دادگاه عالی در امارت اسلامی افغانستان (۱۹۹۶–۲۰۰۱) فعالیت کرده است. او رئیس تیم مذاکره‌کننده طالبان در قطر، از اعضای بنیانگذار طالبان و از نزدیکان ملا عمر بود.